# Zawen Badojan
Zawen Badojan (arm. Զավեն Լևոնի Բադոյան; ur. 22 grudnia 1989 w Erywaniu) – ormiański piłkarz grający na pozycji pomocnika, reprezentant Armenii.

## Kariera klubowa
| Sezon   | Klub            | Kraj     | Rozgrywki         | Mecze | Bramki |
| ------- | --------------- | -------- | ----------------- | ----- | ------ |
| 2006    | Kilikia Erywań  | Armenia  | Bardzragujn chumb | 14    | 1      |
| 2007    | Kilikia Erywań  | Armenia  | Bardzragujn chumb | 26    | 1      |
| 2008    | Gandzasar Kapan | Armenia  | Bardzragujn chumb | 6     | 0      |
| 2009    | Gandzasar Kapan | Armenia  | Bardzragujn chumb | 14    | 1      |
| 2010    | Impuls Diliżan  | Armenia  | Bardzragujn chumb | 27    | 4      |
| 2011    | Impuls Diliżan  | Armenia  | Bardzragujn chumb | 27    | 8      |
| 2012    | BATE Borysów    | Białoruś | Wyższa liga       | 6     | 0      |
| 2013    | BATE Borysów    | Białoruś | Wyższa liga       | 9     | 1      |
| 2014    | FK Homel        | Białoruś | Wyższa liga       | 29    | 3      |
| 2014/15 | Piunik Erywań   | Armenia  | Bardzragujn chumb | 12    | 10     |
| 2015/16 | Bananc Erywań   | Armenia  | Bardzragujn chumb | 10    | 4      |
| 2016/17 | Bananc Erywań   | Armenia  | Bardzragujn chumb |       |        |